# Periquito (Príncipe)
Periquito (portugies.: „Wellensittich“) ist ein kleiner Ort auf Príncipe im Distrikt Pagué im Inselstaat São Tomé und Príncipe.

## Geographie
Der Ort liegt an der Ostküste, südlich von Monte Pedra und oberhalb der Praia do Periquito. Die Küste steigt an dieser Stelle steil bis über 100 m Höhe an. Das Gebiet gehört zum Parque Natural Obô do Príncipe.